# Večeri dalmatinske šansone
Večeri dalmatinske šansone tradicionalni su festival dalmatinske šansone koji se sredinom kolovoza održava u Šibeniku. Festival je prepoznatljiv po visokoj kvaliteti pjesama i aranžmana te je zauzeo mjesto među vodećim manifestacijama ovog tipa na Jadranu.
Jedna od posebnosti festivala je što se sve skladbe izvode uživo, bilo uz festivalski orkestar ili uz pratnju klape ili ansambla, a postoji i mogućnost solo izvedbe izvođača samo uz pratnju gitare ili klavira. Uobičajena lokacija Večeri dalmatinske šansone, trg je omeđen s jedne strane renesansnom katedralom sv. Jakova, a druge strane Gradskom vijećnicom. Ovaj festival, poznat je i kao hrvatski San Remo po čijem je uzoru u početku i napravljen. Festival se održava se u Šibeniku od 1998. godine. Dvodnevno događanje predstavlja i promiče tradicionalne dalmatinske pjesme koje se ne prilagođavaju modernoj mješavini pop pjesama, nego naginju prema šansoni, pjesmi u kojoj je najvažniji izraz stih. Izvođači su najčešće i autori glazbe i stihova koji vrlo dobro znaju kako riječi uskladiti s melodijom te postići posebnu, romantičnu atmosferu.
Programska koncepcija festivala uključuje dvije festivalske večeri: Večeri starih skladbi i Večeri novih skladbi. Posebna pozornost, Večeri starih skladbi posvećena je odabiru skladbi, i to onih skladbi koje su ostavile traga u domaćoj zabavnoj estradi u proteklih četrdesetak godina, interpretirajući ih u često novim aranžmanima s nekoliko izvođača u raznim fuzijama solista, klapa ili ansambala.

## Vanjske poveznice
- Službena internetska stranica festivala